# Rhantus monteithi
Rhantus monteithi is een keversoort uit de familie waterroofkevers (Dytiscidae). De wetenschappelijke naam van de soort is voor het eerst geldig gepubliceerd in 2007 door Balke, Wewalka, Alarie & Ribera.